# Corien Wortmann

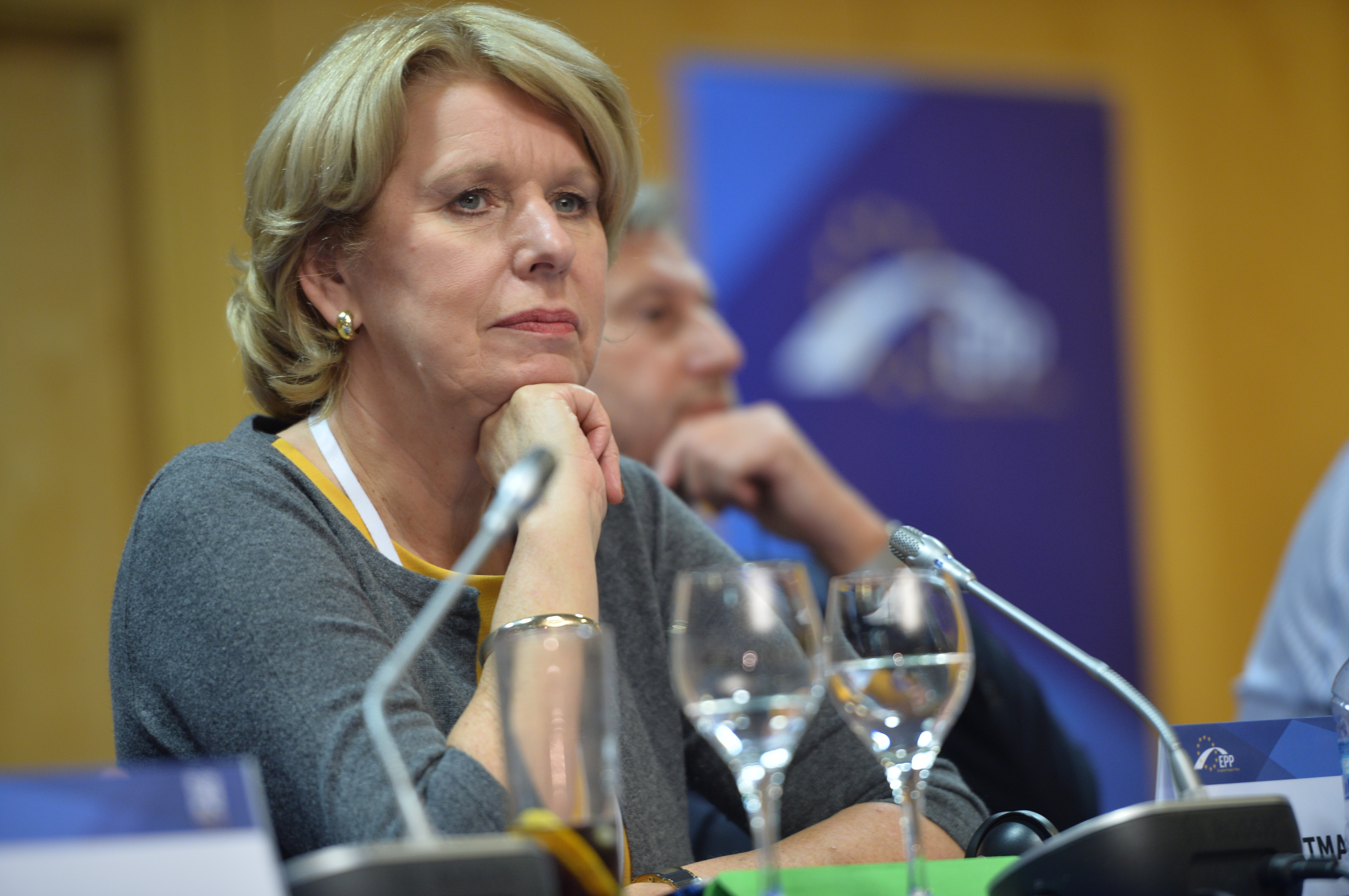
Corien Wortmann (2015)

C.M. (Corien) Wortmann-Kool (* 27. Juni 1959 in Oud-Alblas) ist eine niederländische Managerin und ehemalige Politikerin des Christen-Democratisch Appèls (CDA).

## Leben
Wortmann studierte Gesundheits- und Krankenpflege in Leusden sowie Politikwissenschaft an der Freien Universität Amsterdam (Vrije Universiteit Amsterdam).
Sie arbeitete beim Ministerium für Verkehr und Wasserwirtschaft und war von 2001 bis 2004 stellvertretende Leiterin der Direktion Transport und Infrastruktur.

### Politische Laufbahn
Wortmann war Mitglied der Vorstände der Jugendverbände der CHU und des CDA und war von 1987 bis 1994 Mitglied des Vorstands des CDA.
Von 1994 bis 1999 war sie für die diese Partei Mitglied des Gemeinderates von Zeist (von 1995 als Fraktionsvorsitzende).
Von 2004 bis 2014 saß sie als Abgeordnete des CDA und der EVP im Europäischen Parlament.
In der Periode 2009 bis 2014 war Wortmann Mitglied im Ausschuss für Wirtschaft und Währung und in der Delegation für die Beziehungen zu den Vereinigten Staaten. Als Mitglied des ECON-Ausschusses war sie 2011 Berichterstatterin für den Bericht zum Kommissionsvorschlag KOM(2010)526 für den Ausbau der haushaltspolitischen Überwachung sowie der Überwachung und Koordinierung der Wirtschaftspolitiken im Rahmen des Legislativpakets "SixPack". Der Bericht nahm im damaligen Konflikt zwischen Rat und Parlament im Trilogverfahren eine zentrale Stellung ein.
Als Stellvertreterin war sie im Ausschuss für Verkehr und Fremdenverkehr, im Ausschuss für die Rechte der Frau und die Gleichstellung der Geschlechter sowie in der Delegation in den Ausschüssen für parlamentarische Kooperation EU-Armenien, EU-Aserbaidschan und EU-Georgien und auch in der Delegation in der Parlamentarischen Versammlung EURO-NEST.

### Aktuelle Karriere
Seit dem 1. Januar 2015 ist Wortmann Vorsitzende des Vorstandes des Pensionsfonds Stichting Pensioenfonds ABP.

## Privates
Corien Wortmann ist verheiratet und hat zwei Kinder.